# Mac OS X Tiger
Mac OS X 10.4 anomenat Tiger és la cinquena versió del sistema operatiu d'Apple, Mac OS X, per a ordinadors personals i servidors Macintosh. Tiger va ser llançat a la venda el dia 29 d'abril de 2005 como el successor de Mac OS X 10.3 que s'anomenava "Panther", i que s'havia comercialitzat 18 mesos abans. Algunes de les noves característiques inclouen un sistema de recerca ràpid anomenat Spotlight, una nova versió del navegador web Safari, Dashboard, un nou tema gràfic unificat i un millorat suport per a 64 bits dels Power Mac G5. Tiger és també la primera versió d'un sistema operatiu d'Apple que funciona amb la plataforma Intel x86, tot i que està pensat per treballar únicament en arquitectura Apple-Intel, com els MacBook Pro, MacBook, Mac Mini Intel i Mac Pro.
Mac OS X 10.4 "Tiger" és incorporat a tots els ordinadors nous de Macintosh. També està disponible una actualització per als usuaris que utilitzaven altres versions de Mac OS X.
Tiger serà reemplaçat per Mac OS X 10.5, anomenat "Leopard" l'any 2007. Possiblement el mes de juny quan se celebra la WWDC 07.